# Guanzhong
Guanzhong (关中; Guānzhōng),  'Innanför passen' , är ett historiskt kinesiskt landområde kring Weiflodens dal.
Guanzhong var den del av Gula flodens dalområde i Shaanxi som befann sig innanför fyra strategiska bergspass. Under De stridande staterna var Guanzhong kärnområde för staten Qin. Området öster om Hangupasset kallades Guandong ( 'Öster om passen' ,).
De fyra passen var:
- Xiaopasset (萧关) mot norr[2]
- Hangupasset (函谷关) mot öster[2]
- Wupasset (武关) mot söder[2]
- Dasanpasset (大散关) mot väster[2]